# Georgine Schwartze
Georgine Elisabeth Schwartze (Amsterdam, 12 april 1854 - aldaar, 8 augustus 1935) was een Nederlands beeldhouwster.

## Leven en werk
Schwartze kwam uit een kunstzinnige familie, haar vader Johann Georg Schwartze en zus Thérèse Schwartze schilderden. Ze studeerde aan de Rijksakademie van beeldende kunsten en kreeg les van onder anderen August Allebé en Ferdinand Leenhoff. Ze was lid van Kunstenaarsvereniging Sint Lucas en Arti et Amicitiae en won op een van de Amsterdamse tentoonstellingen in 1895 een gouden medaille. Schwartze gaf lessen aan Julie Mijnssen, Marie Cremers en anderen. Ze was 1912-1913 met haar zus betrokken bij de organisatie van de tentoonstelling 'De Vrouw 1813-1913'.
Schwartze portretteerde onder meer Emma en Wilhelmina. Een bekend werk van haar is het grafmonument dat ze maakte voor haar zus Thérèse. Het staat sinds de jaren zestig op begraafplaats De Nieuwe Ooster en is sinds januari 2004 een rijksmonument. Andere werken van Schwartze zijn verder een halffiguur van Maarten Luther, een borststuk van Herman Boerhaave, een plaquette van J.C.A. Wertheim Salomonson en een gedenkteken voor musicus Albert Pomper.

## Afbeeldingen

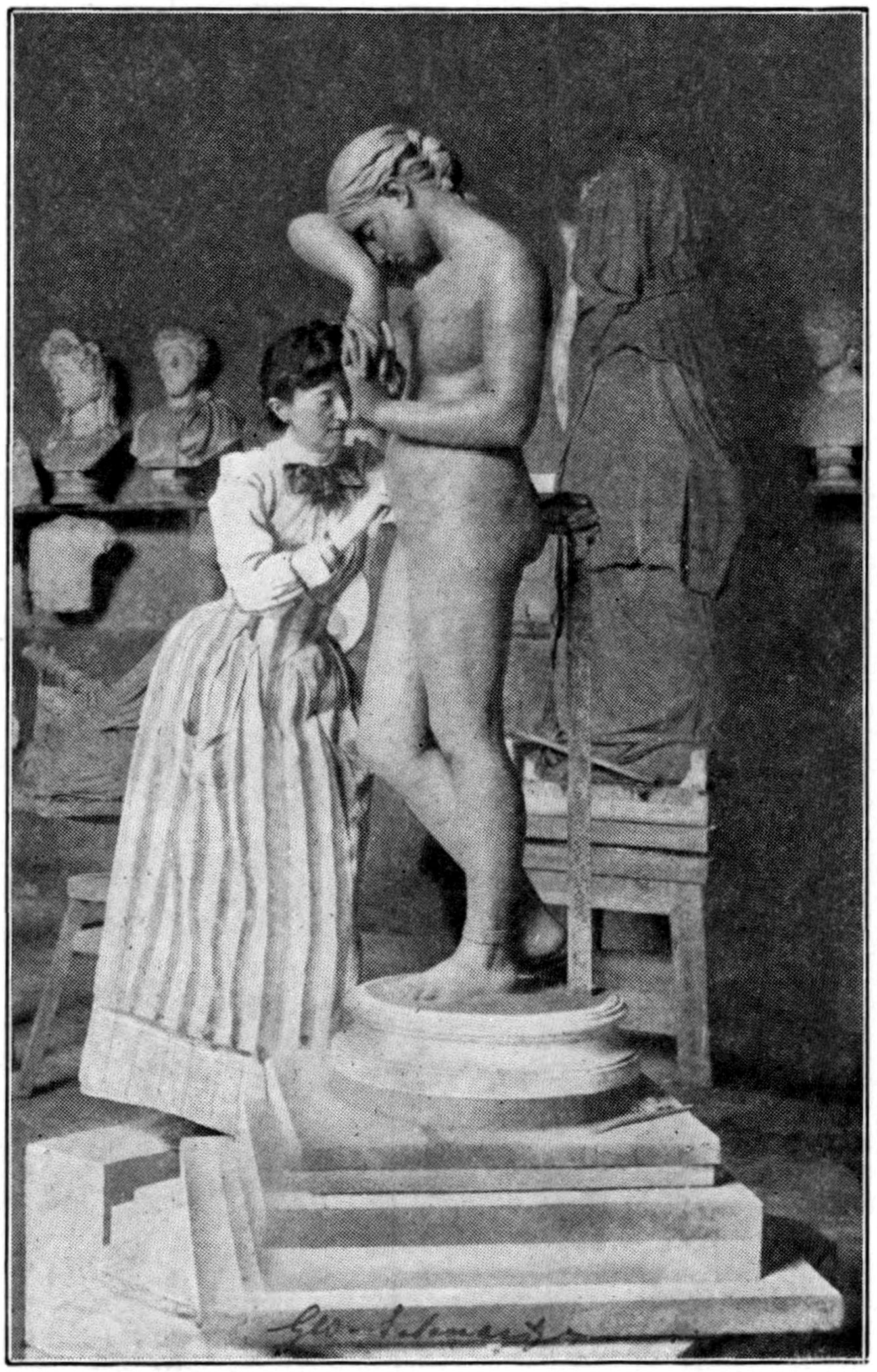
Georgine Schwartze, werkzaam in haar atelier, 1913
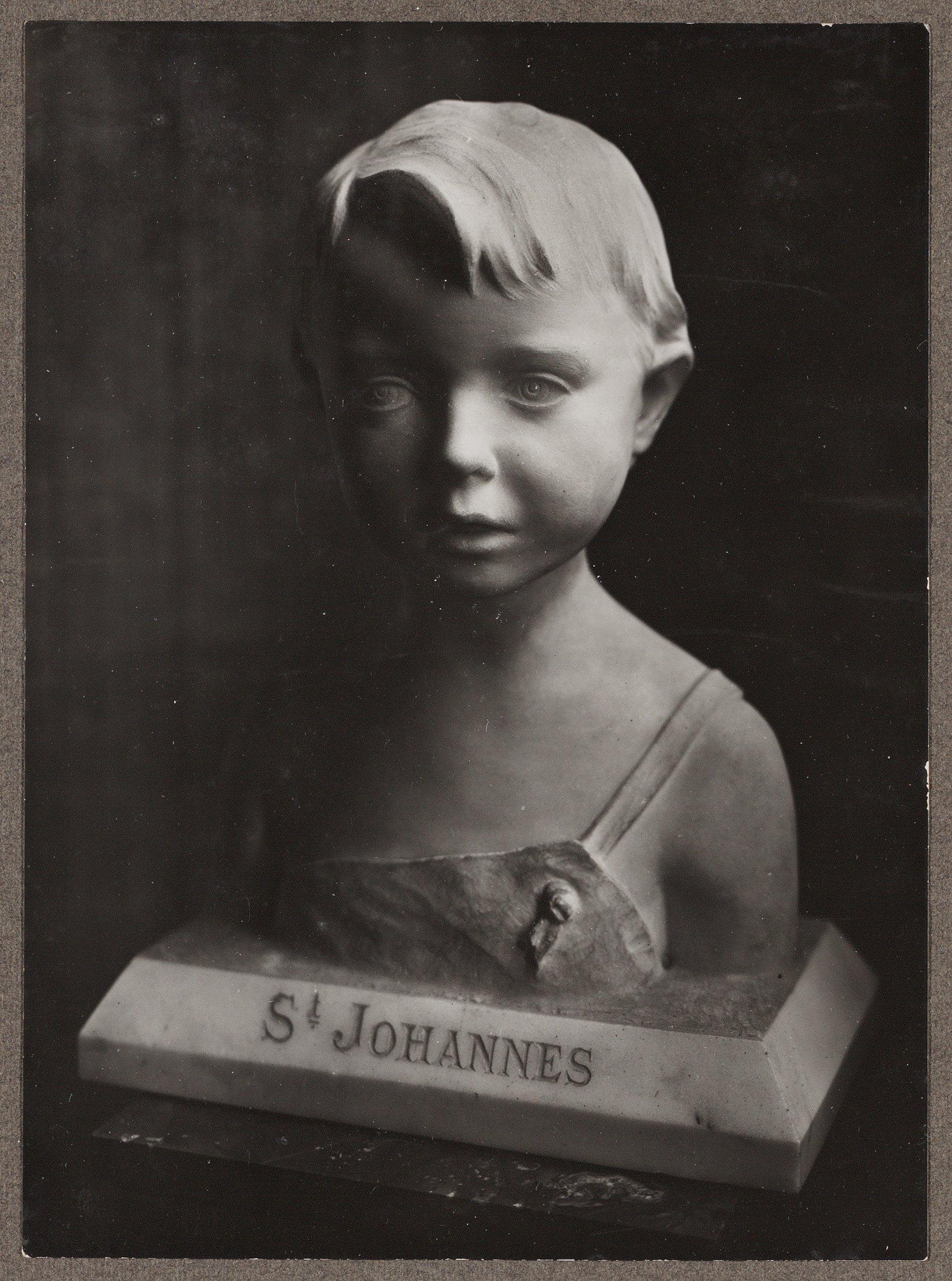
Buste van Johannes de Doper als kind (foto uit 1915)
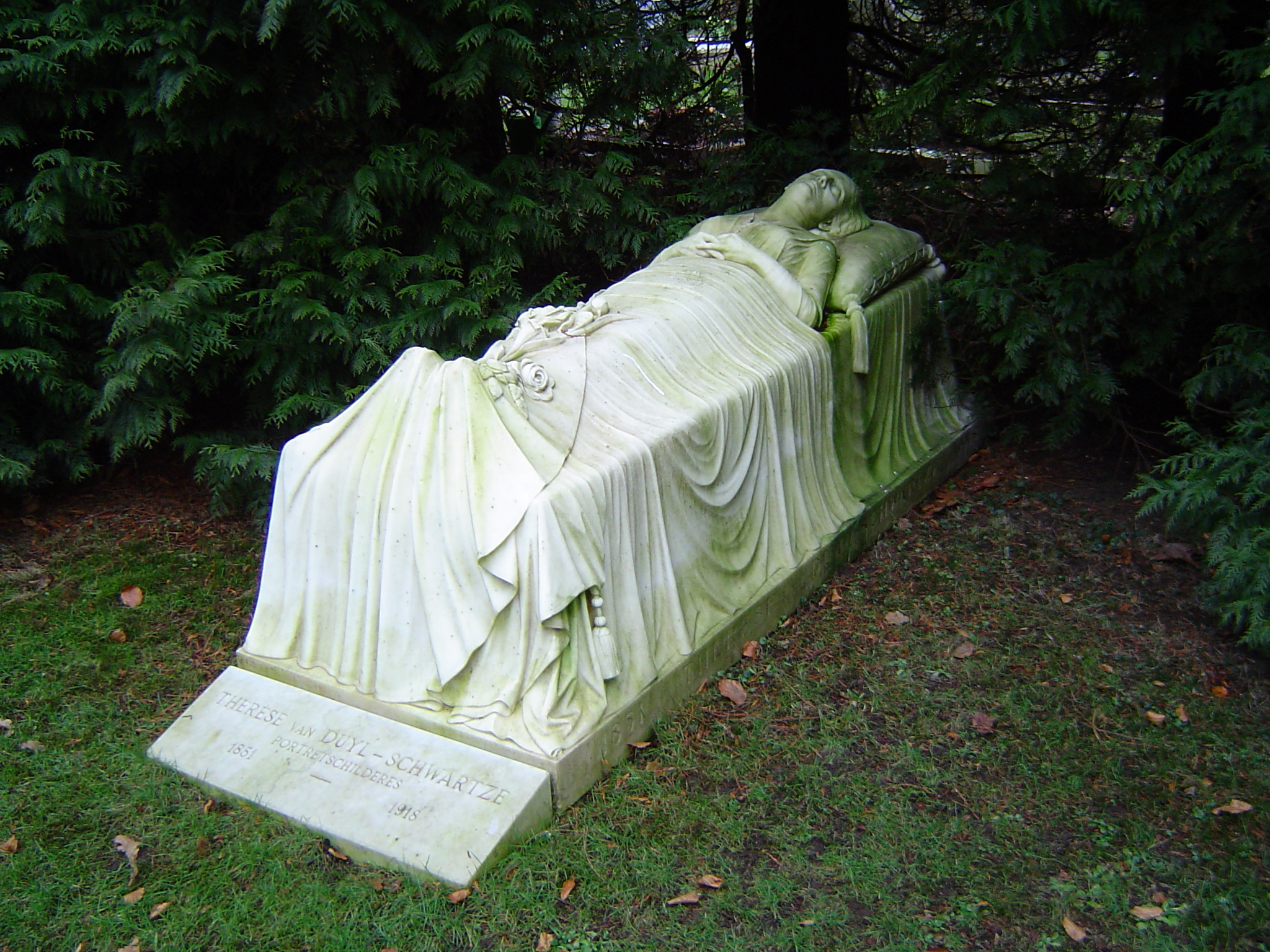
Grafmonument van Thérèse Schwartze (1922)
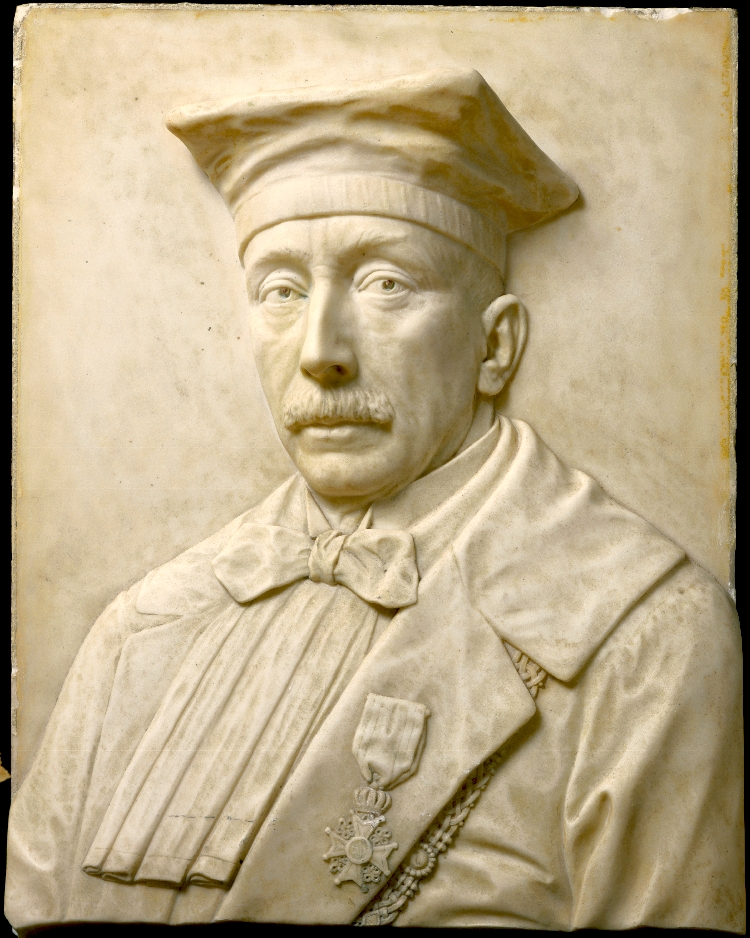
J. Wertheim Salomonson (1923)
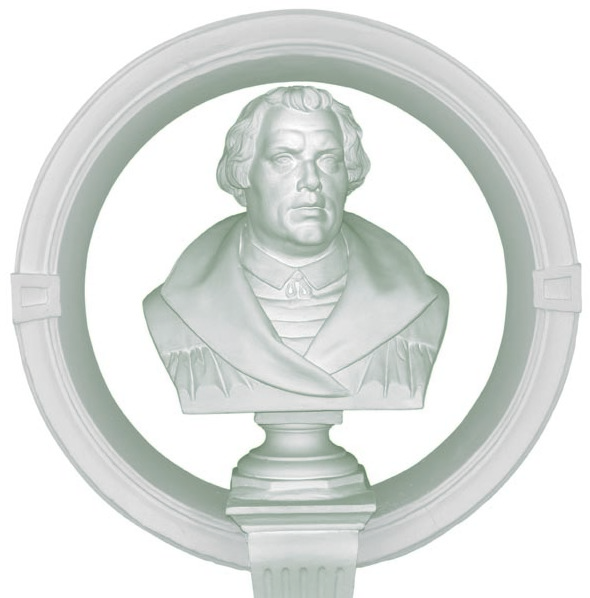
Maarten Luther